# جيمس بلوك
جيمس بلوك (بالإنجليزية: James Block)‏ هو راكب الكنو بريطاني، ولد في 30 يناير 1968.

## وصلات خارجية
- جيمس بلوك على موقع أوليمبيديا (الإنجليزية)